# Copa Constitució 2020
La Copa Constituició 2020 és la 28 edició de la Copa Andorra de futbol. va començar en el dia 19 de gener i acabaria en 1 de juliol, més degut a pandèmia de Coronavirus en Andorra, les finals foran ajornats a 29 de juliol.

## Equips participants
A aquesta edició hi participaren els vuit equips de Primera divisió d'Andorra i els quatre de Segona Divisió.
| Primera Divisió         | Segona Divisió  |
| ----------------------- | --------------- |
| Atlètic Club d'Escaldes | FC Lusitanos    |
| CE Carroi               | Penya Encarnada |
| UE Engordany            | FC Encamp       |
| Inter d'Escaldes A      | FS La Massana   |
| Futbol Club Ordino      |                 |
| UE Sant Julià           |                 |
| FC Santa Coloma         |                 |
| UE Santa Coloma         |                 |

## Primera ronda
| UE Engordany | 11-1 | FC Encamp |
| ------------ | ---- | --------- |
|              |      |           |

 Centre d'entrenament de la FAF
(Santa Coloma)        
| Atlètic Club d'Escaldes | 1-3 | FS La Massana |
| ----------------------- | --- | ------------- |
|                         |     |               |

 Centre d'entrenament de la FAF
(Santa Coloma)        
| FC Ordino | 1-2 | Penya Encarnada |
| --------- | --- | --------------- |
|           |     |                 |

 Centre d'entrenament de la FAF
(Santa Coloma)        
| CE Carroi | 3-1 | FC Lusitans |
| --------- | --- | ----------- |
|           |     |             |

 Centre d'entrenament de la FAF
(Santa Coloma)        

## Quarts de final
| Inter d'Escaldes | 2-1 | UE Engordany |
| ---------------- | --- | ------------ |
|                  |     |              |

 Centre d'entrenament de la FAF
(Santa Coloma)        
| Sant Julià | 4-0 | FS La Massana |
| ---------- | --- | ------------- |
|            |     |               |

 Centre d'entrenament de la FAF
(Santa Coloma)        
| UE Santa Coloma | 1-0 | Penya Encarnada |
| --------------- | --- | --------------- |
|                 |     |                 |

 Centre d'entrenament de la FAF
(Santa Coloma)        
| FC Santa Coloma | 3-0 | CE Carroi |
| --------------- | --- | --------- |
|                 |     |           |

 Centre d'entrenament de la FAF
(Santa Coloma)        

## Semifinals
| Inter d'Escaldes | 2-1 | Sant Julià |
| ---------------- | --- | ---------- |
|                  |     |            |

 Centre d'entrenament de la FAF
(Santa Coloma)        
| UE Santa Coloma | 0-1 (pr.) | FC Santa Coloma |
| --------------- | --------- | --------------- |
|                 |           |                 |

 Estadi Nacional
(Andorra la Vella)        

## Final
| Inter d'Escaldes                       | 2-0   | FC Santa Coloma |
| -------------------------------------- | ----- | --------------- |
| Bruninho (71') · Genis Soldevila (92') | [ 2 ] |                 |

 Estadi Nacional
(Andorra la Vella)        
| Guanyador de la Copa Constitució 2020 |
| ------------------------------------- |
| Inter d'Escaldes                      |